# Championnat du Portugal de baseball
Le championnat du Portugal de baseball réunit les meilleurs clubs de baseball portugais. La saison se tient de fin février à fin juillet avec une finale au meilleur des trois matches. L'Academica Coimbra est le seul club ayant participé à l'ensemble des championnats depuis 1993.
Le champion prend part à l'European Cup Qualifier, phase qualificative pour la Coupe d'Europe de baseball.

## Histoire
Le championnat 2008 concerne cinq clubs contre six en 2007 à la suite du retrait des Tigres de Loulé.

## Les clubs de l'édition 2011
- Bravos do Luso
- AAU Aveiro
- Academica Coimbra
- Almada White Sharks
- Lobos Abrantes

## Palmarès
| Année | Champion          |
| 1993  | Paz BBC Azeméis   |
| 1994  | Paz BBC Azeméis   |
| 1995  | Paz BBC Azeméis   |
| 1996  | Academica Coimbra |
| 1997  | Academica Coimbra |
| 1998  | Tigres de Loulé   |
| 1999  | Academica Coimbra |
| 2000  | Academica Coimbra |
| 2001  | Tigres de Loulé   |

| Année | Champion            |
| 2002  | Tigres de Loulé     |
| 2003  | Tigres de Loulé     |
| 2004  | Academica Coimbra   |
| 2005  | Tigres de Loulé     |
| 2006  | Tigres de Loulé     |
| 2007  | AAU Aveiro          |
| 2008  | Almada White Sharks |
| 2009  | ?                   |
| 2010  | Academica Coimbra   |